# Stazione di Acton Centrale
La stazione di Acton Centrale è una stazione della ferrovia North London situata nel quartiere di Acton, nel borgo londinese di Ealing.

## Movimento
L'impianto è servito dai treni della relazione Stratford-Richmond della London Overground, erogati da Arriva Rail London per conto di Transport for London.